# Talud-tablero

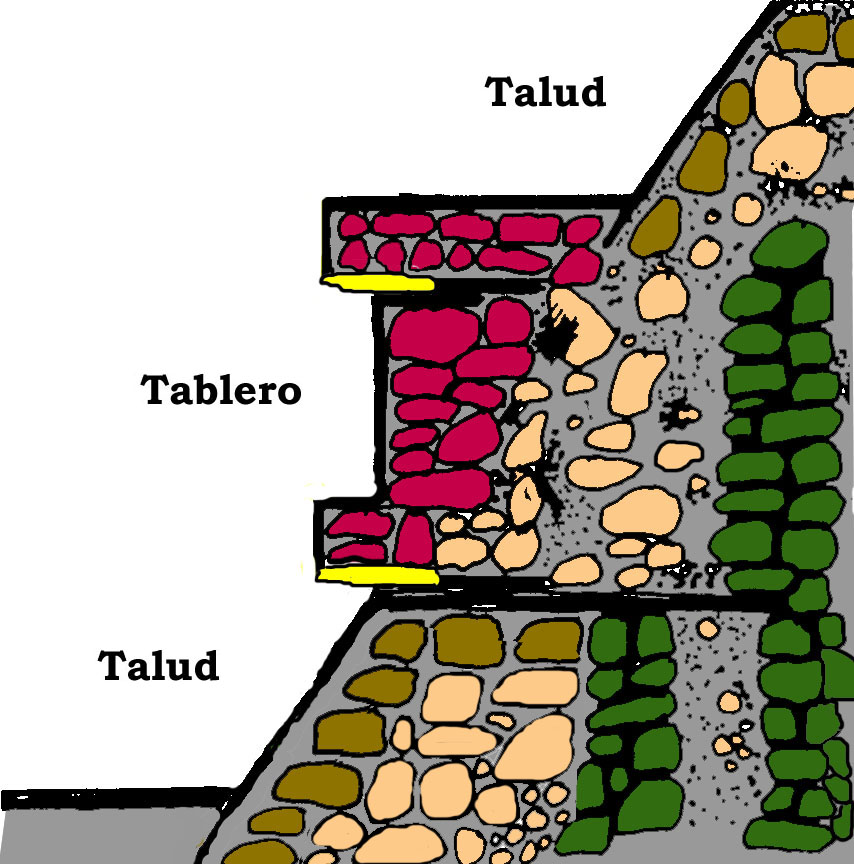
Rappresentazione schematica dello stile talud-tablero usato in molte piramidi mesoamericane e una eminente caratteristica stilistica dell'architettura teotihuacana.

Il talud-tablero è uno stile architettonico usato molto comunemente nelle piattaforme, nei templi e nelle piramidi della Mesoamerica precolombiana, che divenne popolare nel Primo periodo classico di Teotihuacan. Il talud-tablero consiste in una superficie o pannello inclinata verso l'interno chiamato talud ("pendenza") con un pannello o struttura perpendicolare al terreno poggiata sulla pendenza e chiamata tablero ("tavolato"). Esso può essere designato anche come stile pendenza-e-tavolato.

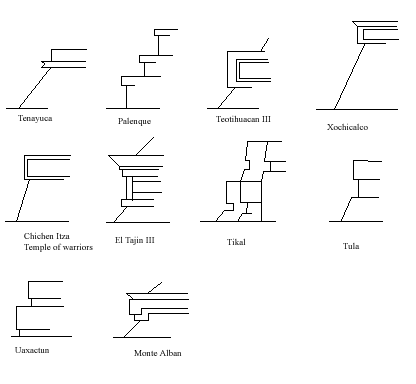
Una panoramica di differenti stili talud-tablero usati da diverse culture mesoamericane.

## Significato culturale

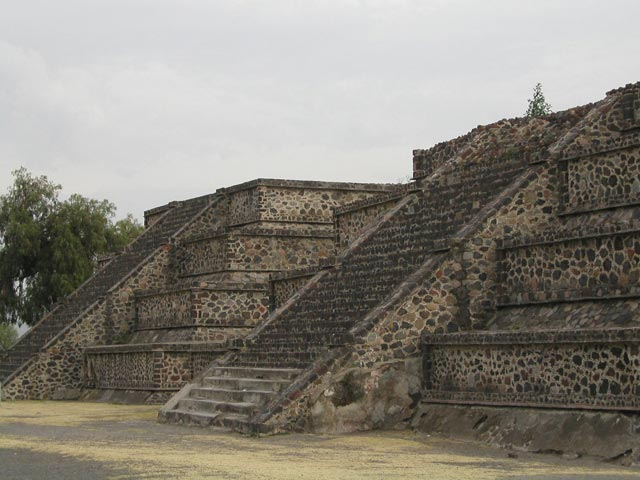
Talud-tablero presente sulla piattaforma lungo il Viale dei Morti, Teotihuacan.

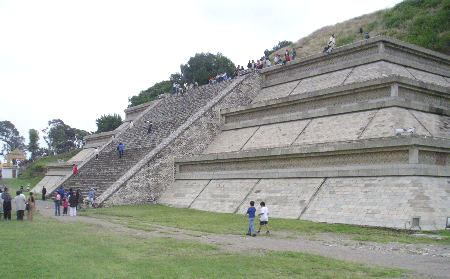
Grande Piramide di Cholula, Puebla, Messico.

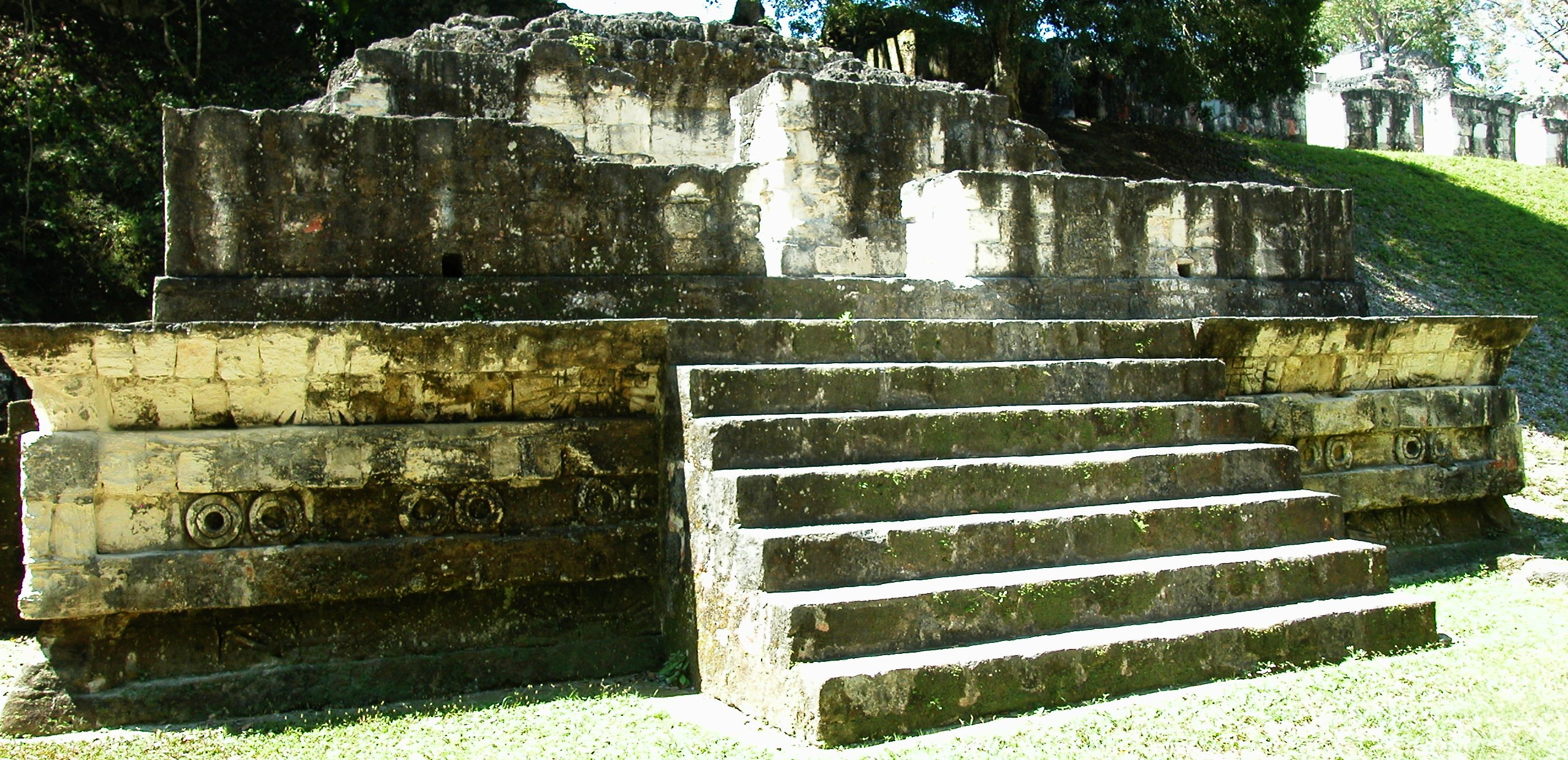
Esempio di architettura talud-tablero a Tikal.

Il talud-tablero era spesso impiegato nella costruzione delle piramidi, presenti nella Mesoamerica precolombiana. Si trova in molte città e culture, ma è fortemente associato alla cultura teotihuacana del Messico centrale, dove è uno stile architettonico dominante. Si pensa che l'aspetto del talud-tablero in molte città durante e dopo l'apogeo di Teotihuacan sia indicativo della potente influenza della città in Mesoamerica come centro commerciale, artistico e culturale, con lo stile architettonico che serviva o a emulare Teotihuacan o ad affiliare insieme le città. L'influenza di Teotihuacan era particolarmente evidente negli insediamenti più recenti che si svilupparono durante il Primo periodo classico, che adottarono lo stile architettonico  talud-tablero e utilizzarono la guida della città per diventare essi stessi centri commerciali. Dopo la caduta di Teotihuacan, altre città potrebbero aver adottato lo stile talud-tablero non per la sua diretta affiliazione con Teotihuacan, ma a causa del potere che esso simboleggiava date le molte culture di successo che lo avevano adottato.
Molte diverse varianti dello stile talud-tablero sorsero in tutta la arose throughout Mesoamerica, sviluppandosi e manifestandosi in maniera diversa tra le varie culture. In alcuni casi, come la città maya di Tikal, l'introduzione dell'architettura talud-tablero durante il Primo classico corrisponde al contatto diretto con Teotihuacan e alla possibile dominazione o conquista. Tuttavia, la forma di contatto con altre città è meno ben documentata e presumibilmente includeva contatti commerciali e culturali. Una teoria concorrente di Juan Pedro Laporte postula che Tikal potrebbe aver sviluppato il talud-tablero indipendentemente da Teotihuacan in base al loro uso estensivo di modanature a pannelli, che potrebbe essere stato un precursore del pendenza-e-tavolato.

## Siti che mostrano iltalud-tablero

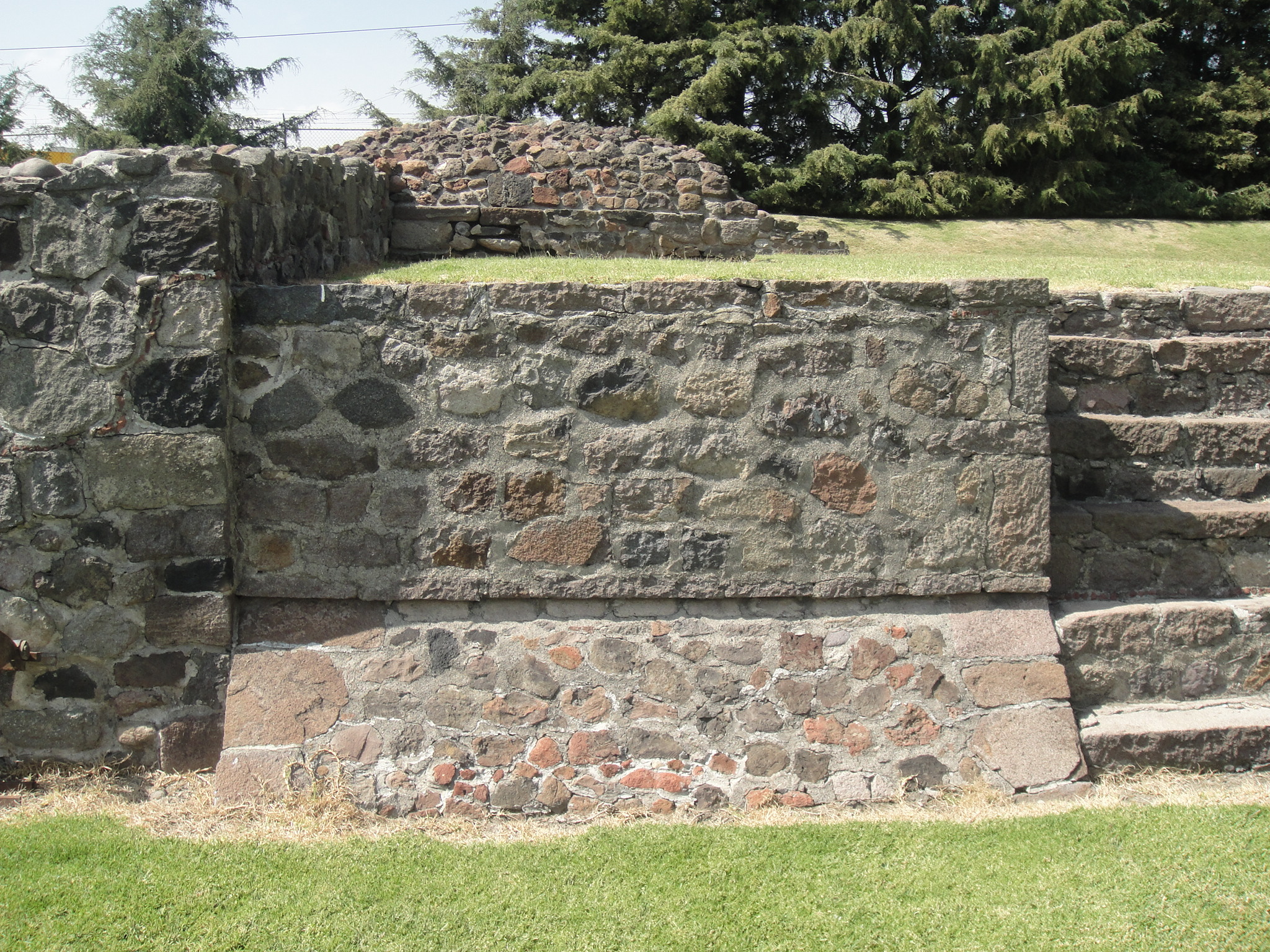
Talud-tablero nella Struttura 17 a Calixtlahuaca.

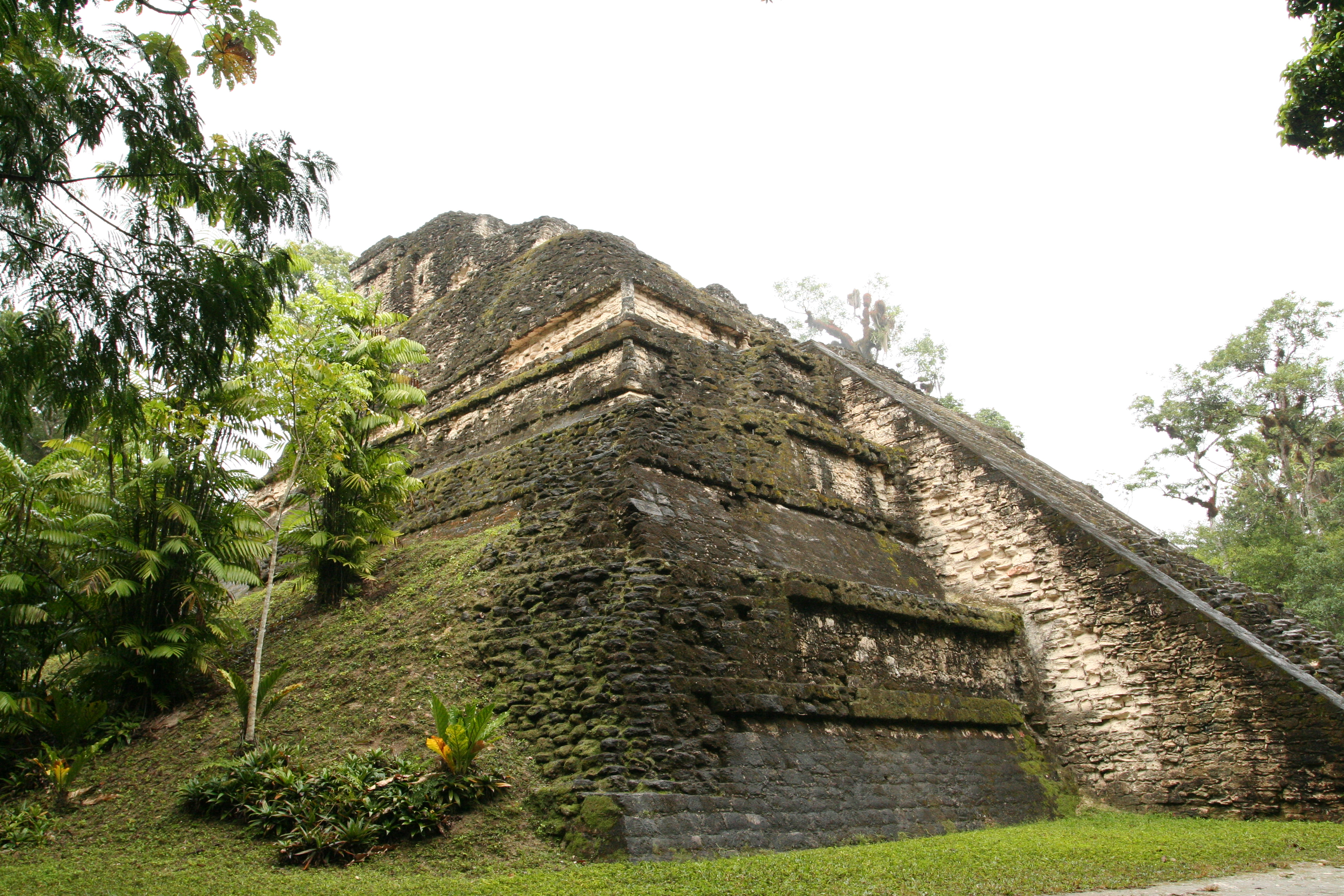
Talud-tablero nella Struttura 5C-49 di Tikal.

I primi esempi di costruzioni talud-tablero, tuttavia, risalgono non al Primo periodo classico teotihuacano, ma si trovano nelle costruzioni found in preclassiche nella regione di Tlaxcala-Puebla, con la più antica conosciuta che risale al 200 a.C. ca. nella città messicana di Tlalancaleca. Si ignora se Teotihuacan abbia sviluppato la sua versione dello stile sulla base di quella di Tlalancaleca o se lo abbia fatto indipendentemente. Teotihuacan influenzò fortemente molte altre città consentendo allo stile architettonico del talud-tablero di essere adattato in queste città in tutta la Mesoamerica. Le città e le loro strutture che usano il talud-tablero includono:
- Cholula - Periodo epiclassico. Evidenze del talud-tablero furono trovate nelle precedenti piramidi sotto lo strato finale della Grande Piramide.[8] Il talud-tablero è imitato anche nella creazione delle terrazze di Cholula.[9]
- Kaminaljuyu, sito in Guatemala - Periodo classico. Le tombe in stile talud-tablero erano usate per l'élite della città.[10]
- Matacapan - Periodo classico. La piramide al centro della città fu creata usando lo stile talud-tablero dopo che la città fu direttamente influenzata da Teotihuacan.[11]
- Monte Albán - Periodo classico. Molte strutture a Monte Albán hanno uno stile simile al talud-tablero di Teotihuacan, ma con un pannello modificato.[12]
- Nakum. Nakum usò lo stile talud-tablero sul lato interno di quattro piramidi che circondavano il Patio 1 nella città.[13]
- Teotihuacan. La maggior parte delle strutture di Teotihuacan furono create usando lo stile del talud-tablero. Le strutture più notevoli che usano il talud-tablero includono il Tempio del Sole, Tempio della Luna e Tempio di Quetzalcoatl.[14]
- Tikal - Periodo classico. Tikal ha una struttura che usa il talud-tablero che risale intorno al 200 d.C. e la grande struttura accanto sembra essere direttamente influenzata da Teotihucan con il talud-tablero su due lati di una piramide.[15]
- Xochicalco. La più grande struttura di Xochicalco è il Tempio del Serpente Piumato che fu creato usando il talud-tablero.[16]

Altri siti dove si può trovare l'architettura talud-tablero comprendono, ma non sono limitati a:
| Primo classico | Medio classico | Tardo classico | Post classico |  |
| -------------- | -------------- | -------------- | ------------- |  |
| Cholula        | Tonina         | Mitla          | Tulum         |  |
| Becán          | Dzibilchaltún  | Mexiquito      | Tancah        |  |
| Teotihuacan    | Chinkultic     | Teotenango     | Tlatelolco    |  |
| Edzná          | Cacaxtla       | Tula           | Tenochtitlán  |  |
| Tepeapulco     | Xochicalco     | Chichén Itzá   |               |  |
| Solano         | El Ixtepete    |                |               |  |
| Tikal          | Copán          |                |               |  |
| Monte Albán    |                |                |               |  |
| Calixtlahuaca  |                |                |               |  |
| Yohulichan     |                |                |               |  |
| Aké            |                |                |               |  |
| Kaminaljuyu    |                |                |               |  |
| Oxkintok       |                |                |               |  |
| Matacapan      |                |                |               |  |
| Tazumal        |                |                |               |  |
| Tingambato     |                |                |               |  |
| El Tajín       |                |                |               |  |
| Palenque       |                |                |               |  |